# 「怪」ラヂヲ〜妖怪の周辺〜
『「怪」ラヂヲ〜妖怪の周辺〜』（かいラジオ ようかいのしゅうへん）は、TBSラジオで放送されていたラジオ番組。角川書店から刊行されている『怪』から派生した番組である。
小説家と編集者とライターがパーソナリティを務めるという、珍しい形式のラジオ番組。基本的には番組名の通り妖怪の話を3人がしゃべっていたが、段々と話題が逸れていき、終いには菓子パンや時代劇、ナレーションについて熱く語る回もあった。

## 概要
- 2007年11月3日開始、毎週土曜日21:00 - 21:30、2008年3月29日終了。
- パーソナリティ[2]　京極夏彦（妖怪推進委員会肝煎）、郡司聡（『怪』編集長）、村上健司（妖怪推進委員会世話役）

## コーナー
今週の1曲
妖怪に関する歌を流すコーナー。
昔の人が来た
不意に挟まれるコーナー。様々な歴史上の人物の物真似（とは言っても科白が本人に因んでいるだけである）を行う。
誰がやっているのかは明かされないが、声色から京極や村上のようであった。
開け!本
角川書店刊『日本妖怪大事典』（画水木しげる、編著村上健司）の適当なページを開いて、そこに載っている妖怪について語るコーナー。
怪獣の声の世界
唐沢なをきを招いて、様々な怪獣の声（音源は京極所有のCDより）を唐沢の解説を挟んで紹介するコーナー。
妖怪替え歌
様々な歌を妖怪関連の話でもじり、それを流すコーナー。毎週様々な人物が歌っているようだが、誰が歌っているのかは秘密らしい。
曲が流れている最中には、「（例によって）非常に偏った行楽情報」をTBSアナウンサーの升田尚宏が伝える。

## ゲスト
- 第伍回、第六回、第十六回、第十七回 宮部みゆき
- 第十二回、第十三回 ピエール瀧
- 第十八回 平山夢明
- 第二十一回 大沢在昌